# Перша няня
«Перша няня» (англ. First Yaya) — філіппінський телесеріал 2021 року виробництва телекомпанії GMA Network. У головних ролях Санья Лопес та Габбі Консепсьон.
Прем’єра відбулася 15 березня 2021 року. Серіал завершився 2 липня 2021 року, загалом налічував 78 епізодів.
Продовження серіалу «Перша леді» вийшло в ефір у 2022 році. Серіал транслюється онлайн на YouTube.

## Сюжет
Історія про звичайну жінку, яка веде незвичайне життя як няня дітей овдовілого віце-президента Філіппін, який згодом стає президентом після вступу на посаду та виборів.

## У ролях
- Санья Лопес — Мелоді Рейес-Акоста[5]
- Габбі Консепсьон — Глен Франсіско Акоста[6]